# Adele Live
Adele Live é a segunda turnê da cantora e compositora britânica Adele, tendo como suporte o álbum 21. A turnê contou com 51 concertos, que passaram pela Europa e América do Norte. O design de palco da turnê apresenta lamparinas ao fundo. A set-list contem todas as músicas do álbum 21, com exceção de "He Won't Go" e algumas do álbum 19. Os shows renderam críticas positivas, muitas das quais enfatizaram a natureza discreta do show, assim como o desempenho vocal de Adele e sua persona acessível.
Problemas recorrentes de saúde e vocais levaram a inúmeras alterações no itinerário da turnê. A primeira parte européia da turnê foi ininterrupta. No entanto, para a primeira parte norte-americana, marcada originalmente de 12 de maio de 2011, em Washington, D.C., para 22 de junho em Minneapolis, Adele cancelou as nove últimas datas de sua turnê depois de ter sido diagnosticada com laringite aguda.
 Essas datas foram reprogramadas com algumas datas adicionais e alguns locais maiores. A turnê foi esgotada rapidamente na América do Norte e na Europa.
Em setembro de 2011, "problemas contínuos com uma grave infecção no tórax e no peito" levaram ao adiamento de sete datas adicionais da segunda etapa da parada européia. No entanto, a turnê foi retomada em 13 de setembro, e as novas datas para os shows perdidos foram reprogramadas. Em outubro de 2011, Adele teve que cancelar novamente alguns shows da turnê por conta de uma hemorragia vocal causada por pólipos na garganta e em novembro fez uma cirurgia para a retirada dos mesmos.
Durante esta turnê, foi gravado o álbum de vídeo de Adele, Live at the Royal Albert Hall, no salão de espetáculos Royal Albert Hall.

## Sinopse do concerto
O show começa com "Hometown Glory" e Adele começa a cantar os primeiros versos da canção por trás de uma cortina branca com um feixe de luz refletindo sua sombra. Logo após Adele surge no palco e termina de cantar a canção em frente a uma projeção que, neste momento, mostra uma silhueta esfumaçada da Catedral de São Paulo. Logo, em "I'll Be Waiting", a cortina cai por trás de Adele e revela a sua banda, tendo o palco com um grande número de luminárias penduradas, seguida das apresentações no piano de "Don't You Remember", "Turning Tables" e "Set Fire to the Rain", que mostrou vocais de fundo harmônicos e um banjo oprimido no cover de "If It Hadn't Been for Love". Depois de "My Same", a balada com estilo gospel "Take It All".
"Rumour Has It" foi acompanhada por vocais de fundo, com palmas e estalos de dedos, e um estilo merengue em “Right As Rain”, com os seis membros de sua banda. Com "One and Only", os cantores de apoio fizeram uma "pergunta-resposta" na canção, logo o cover de "Lovesong", depois "Chasing Pavements" e "I Can't Make You Love Me" com globos espelhados girando no centro, e um cover de "Make You Feel My Love" em seguida. Após uma pequena pausa, Adele volta para o palco e canta "Someone Like You", encerrando com chuvas de papel picado em "Rolling in the Deep".

## Atos de abertura
- The Civil Wars (América do Norte - Parte 1) (em algumas datas)[8]
- Plan B (América do Norte - Parte 1) (em algumas datas)
- Amos Lee (Reino Unido - Parte 2)[9]

## Setlist
1. Hometown Glory
2. I'll Be Waiting
3. Don't You Remember
4. Turning Tables
5. Set Fire to the Rain
6. Daydreamer
7. If It Hadn't Been for Love
8. My Same
9. Take It All
10. Rumour Has It
11. Right as Rain
12. One and Only
13. Lovesong (cover de The Cure)
14. Chasing Pavements
15. Make You Feel My Love

Encore
1. Someone Like You
2. Rolling in the Deep

Fonte: